# Roughton (Norfolk)
Pour les articles homonymes, voir Roughton.
Roughton est un village et une paroisse civile du Norfolk, en Angleterre.